# Spirostreptus crassanus
Spirostreptus crassanus är en mångfotingart som beskrevs av Karsch 1881. Spirostreptus crassanus ingår i släktet Spirostreptus och familjen Spirostreptidae. Inga underarter finns listade i Catalogue of Life.